# 歌ゥ芸人せぇるすまん〜下町レコード奮闘記〜
『歌ゥ芸人せぇるすまん～下町レコード奮闘記～』(うたゥげいにんせぇるすまん したまちレコードふんせんき)は、テレビ東京の音楽バラエティ番組。
タイトルは藤子不二雄Ⓐの漫画『笑ゥせぇるすまん』のもじり。

## あらすじ
ここは東京下町の老舗のレコード会社「下町レコード」。『流行に乗っかれ、曲作り』を社訓に、歌ネタが得意な芸人が歌ネタでインフォマーシャルを行う。

## 登場人物

### 司会
- 社長 - 小林幸子
- 秘書 - 安藤なつ（メイプル超合金）

### レギュラー芸人
レギュラー芸人はシーズン1のみ。
1. ジョイマン
2. アイロンヘッド
3. ANZEN漫才
4. 阿佐ヶ谷姉妹

| テレビ東京 水曜日1:30- 1:35（火曜日深夜）                     | テレビ東京 水曜日1:30- 1:35（火曜日深夜）   | テレビ東京 水曜日1:30- 1:35（火曜日深夜） |
| 前番組                                                        | 番組名                                      | 次番組                                    |
| ------------------------------------------------------------- | ------------------------------------------- | ----------------------------------------- |
| 今から、西野アナが行きますんで ～頑張る美女を歌で応援します～ | 歌ゥ芸人せぇるすまん 〜下町レコード奮闘記〜 | Goods Bar                                 |
| Goods Bar                                                     | 歌ゥ芸人せぇるすまん 〜下町レコード奮闘記〜 | NIKKEI STYLE ON TV                        |